# Сутиен
Сутиенът (на турски: sutyen; от френски: soutien gorge – „поддръжка на гърдите“) е част от женското бельо. Служи за поддържане, оформяне или повдигане на бюста.
Състои се от „чашки“ и презрамки, пришити към лента, която минава под гърдите. Презрамките могат да са от плат (евентуално ластичен) или безцветен силикон, като почти винаги имат механизъм за регулиране на дължината, от който зависи и колко повдигнат ще бъде бюстът. Сутиените от по-еластичните материи нямат нужда от механизми за закопчаване, но повечето модели имат такива. Най-често това са метални кукички или пластмасови механизми. В повечето случаи закопчаването е на гърба, но има и модели, които се закопчават отпред, между гърдите.
В зависимост от модела на сутиена, по ръба на чашките могат да са пришити метални дъги, наречени банели, които служат за допълнително повдигане и оформяне на симетричен бюст. Също така, някои модели имат „джобчета“ за допълнителни подплънки, за случаите когато гърдите са по-малки от чашките или едната гърда е по-малка от другата.

## История
Сутиенът е разработен в края на 19 и началото на 20 век с цел да замести корсета. За официален изобретател на сутиена се смята френският стилист Пол Поаре, заради когото през 1907 година сутиентът е признат от модната индустрия. Така сутиенът става най-популярното женско бельо. През 1977 година е измислен и спортният сутиен, който подкрепя гърдите при активно движение.
- Fascia pectoralis

## Размери сутиени
Различните размери сутиени се обозначават с комбинация от число и буква, където числото е размера на подгръдната обиколка, а буквата обозначава размера на чашката. Примерно 75B, означава че жената има подгръдна обиколка 75 cm и обем на гърдите B.
Размери AA и А
Предназначени са за жени с най-малки гърди и за момичета в ранен пубертет.
Размери B и С
Предназначени са за жени с нормално голям бюст.
Размер D
Предназначени са за жени с много големи гърди.

## Таблица за стандартите в различните страни
| Размер на връхни дрехи                 | Размер на връхни дрехи  | 34 – 36 | 36 – 38 | 38 – 40  | 40 – 42   | 42 – 44   | 44 – 46   | 46 – 48   | 48 – 50   | 50 – 52   | 52 – 54   | 54 – 56   | 56 – 58   |
| Размер сутиен                          | Европа                  | 65      | 70      | 75       | 80        | 85        | 90        | 95        | 100       | 105       | 110       | 115       | 120       |
| Размер сутиен                          | Франция                 | 80      | 85      | 90       | 95        | 100       | 105       | 110       | 115       | 120       | 125       | 130       | 135       |
| Размер сутиен                          | Великобритания          | 30      | 32      | 34       | 36        | 38        | 40        | 42        | 44        | 46        | 48        | 50        | 52        |
| Подгръдна обиколка (cm)                | Подгръдна обиколка (cm) | 63 – 67 | 68 – 72 | 73 – 77  | 78 – 82   | 83 – 87   | 88 – 92   | 93 – 97   | 98 – 102  | 103 – 107 | 108 – 112 | 113 – 117 | 118 – 122 |
| Размер на чашката Гръдна обиколка (cm) | AA                      | 75 – 77 | 80 – 82 | 85 – 87  | 90 – 92   | 95 – 97   | 100 – 102 | 105 – 107 | –         | –         | –         | –         | -         |
| Размер на чашката Гръдна обиколка (cm) | A                       | 77 – 79 | 82 – 84 | 87 – 89  | 92 – 94   | 97 – 99   | 102 – 104 | 107 – 109 | 112 – 114 | 117 – 119 | 122 – 124 | –         | -         |
| Размер на чашката Гръдна обиколка (cm) | B                       | 79 – 81 | 84 – 86 | 89 – 91  | 94 – 96   | 99 – 101  | 104 – 106 | 109 – 111 | 114 – 116 | 119 – 121 | 124 – 126 | 129 – 131 | 134 – 135 |
| Размер на чашката Гръдна обиколка (cm) | C                       | 81 – 83 | 86 – 88 | 91 – 93  | 96 – 98   | 101 – 103 | 106 – 108 | 111 – 113 | 116 – 118 | 121 – 123 | 126 – 128 | 131 – 133 | 136 – 138 |
| Размер на чашката Гръдна обиколка (cm) | D                       | 83 – 85 | 88 – 90 | 93 – 95  | 98 – 100  | 103 – 105 | 108 – 110 | 113 – 115 | 118 – 120 | 123 – 125 | 128 – 130 | 133 – 135 | 138 – 140 |
| Размер на чашката Гръдна обиколка (cm) | E                       | –       | 90 – 92 | 95 – 97  | 100 – 102 | 105 – 107 | 110 – 112 | 115 – 117 | 120 – 122 | 125 – 127 | 130 – 132 | 135 – 137 | 140 – 142 |
| Размер на чашката Гръдна обиколка (cm) | F                       | –       | 92 – 94 | 97 – 99  | 102 – 104 | 107 – 109 | 112 – 114 | 117 – 119 | 122 – 124 | 127 – 129 | 132 – 134 | 137 – 139 | 142 – 144 |
| Размер на чашката Гръдна обиколка (cm) | G                       | –       | 94 – 96 | 99 – 101 | 104 – 106 | 109 – 111 | 114 – 116 | 119 – 121 | 124 – 126 | 129 – 131 | 134 – 136 | 139 – 141 | 144 – 146 |

- Сутиен размер АА